# Březová u Vítkova

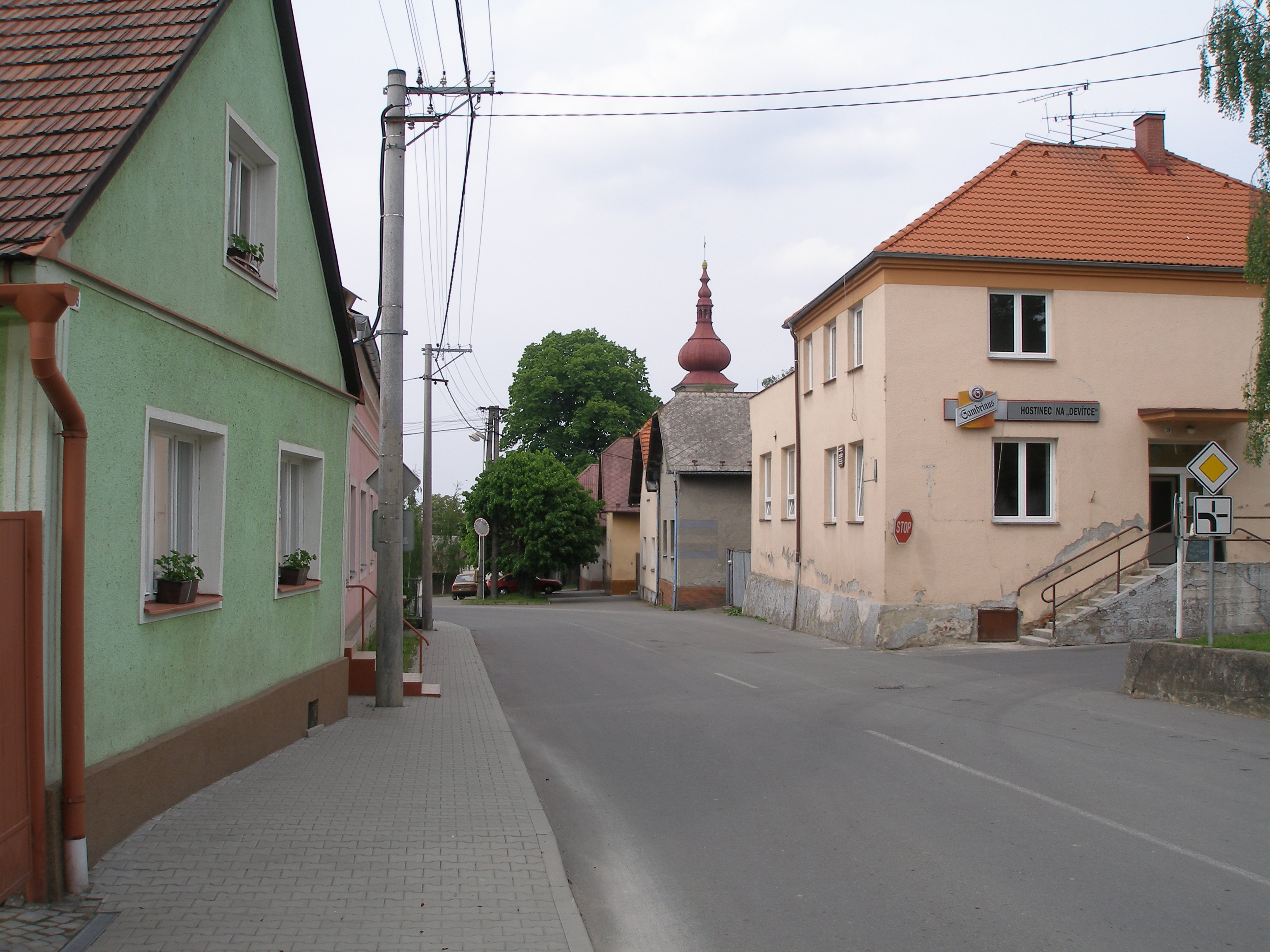
Hauptstraße

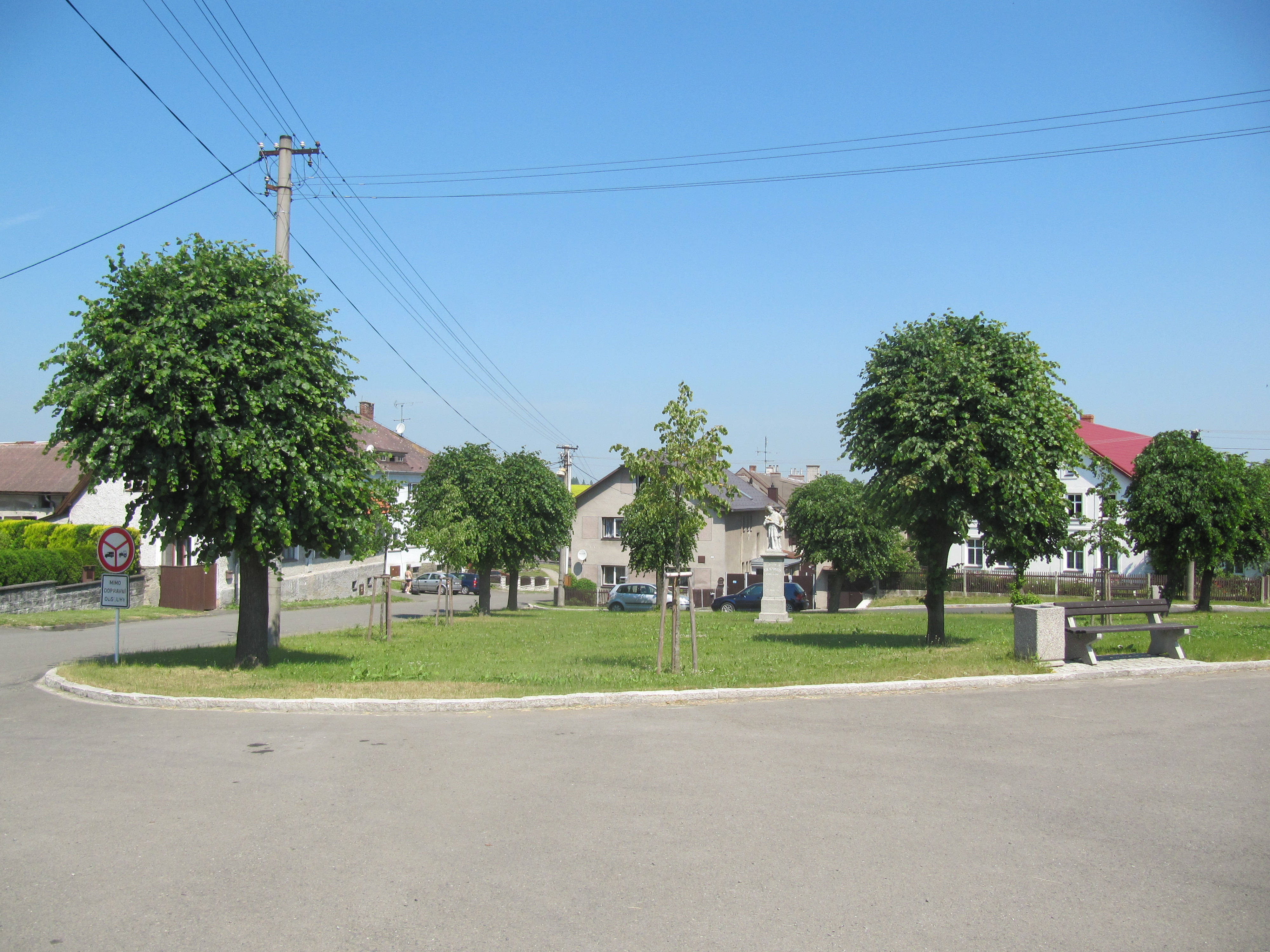
Ring

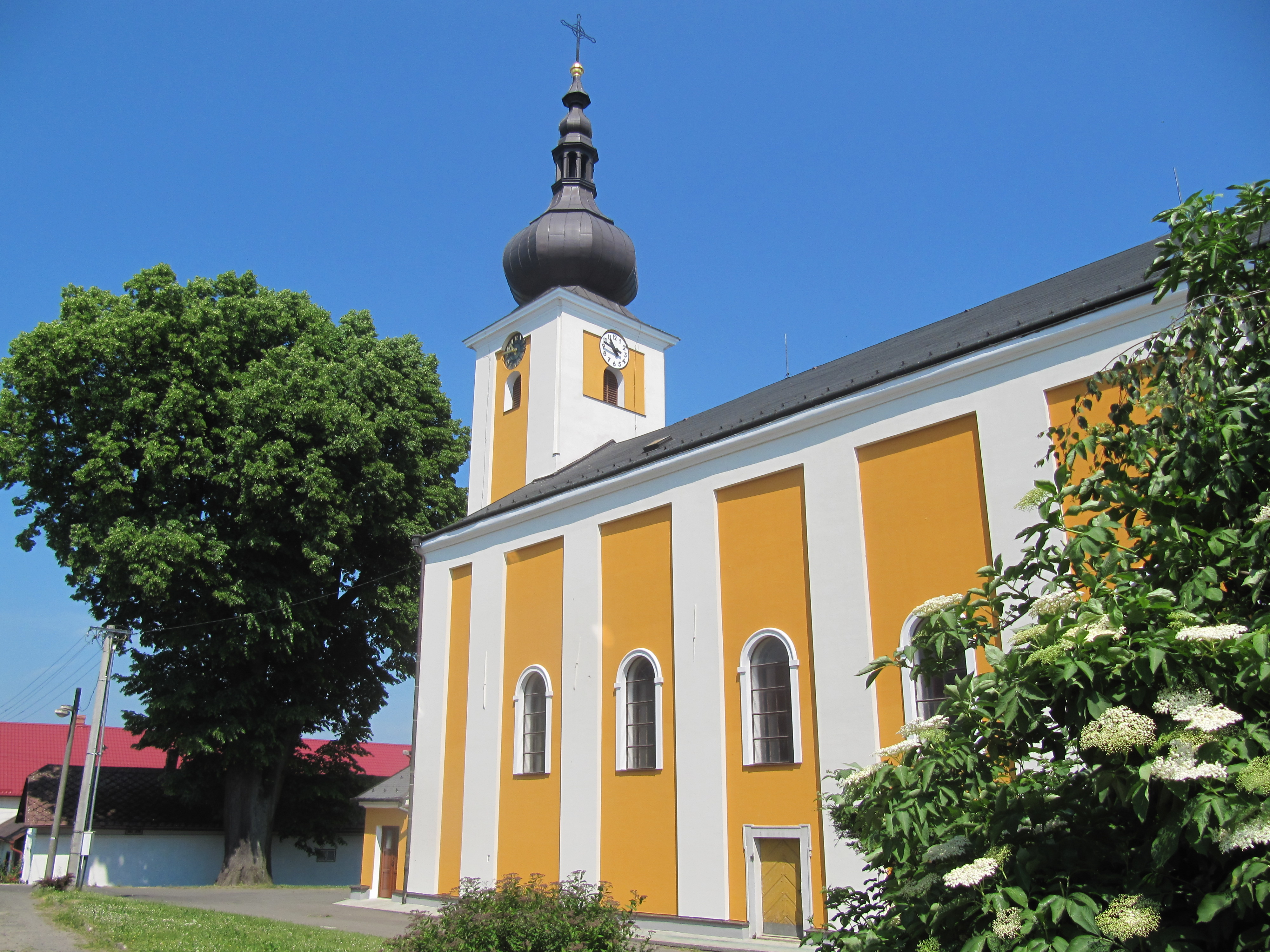
Kirche St. Nikolaus

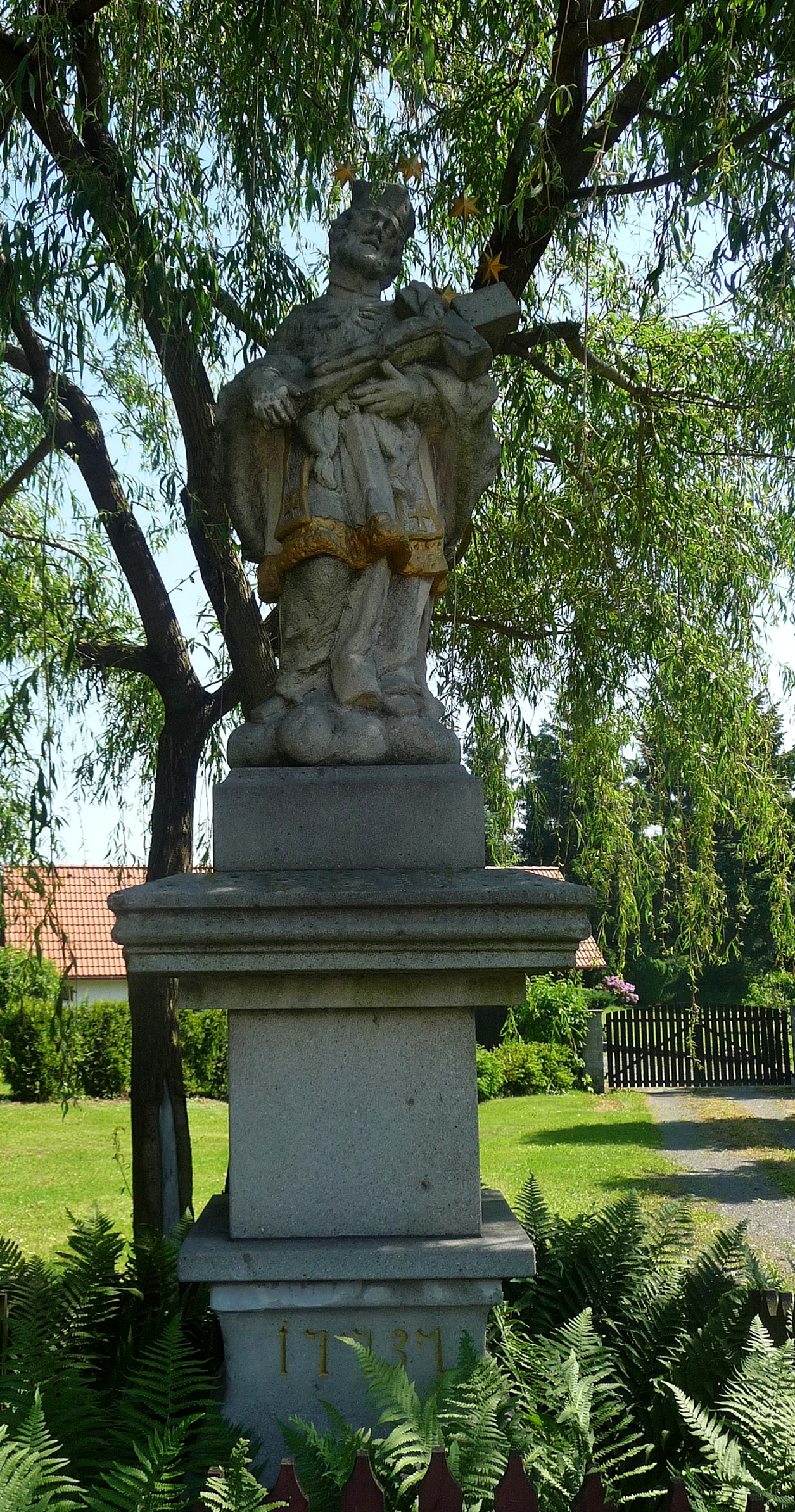
Statue des hl. Johannes von Nepomuk

Březová (deutsch Briesau) ist eine Minderstadt in Tschechien. Sie liegt neun Kilometer südlich von Hradec nad Moravicí und gehört zum Okres Opava.

## Geographie
Březová befindet sich auf einer Anhöhe in der Vítkovská vrchovina (Wigstadtler Berge). Nordöstlich des Städtchens entspringen die Bäche Gručovka und Husí potok (Steinbach), die es im Osten bzw. Westen weiträumig umfließen. Im Osten erhebt sich die Příčnice (506 m n.m.), südwestlich der Tršlovec (531 m n.m.), im Westen der Kamenný vrch (518 m n.m.) sowie nordwestlich der Na Koutech (533 m n.m.). Am westlichen Ortsrand verläuft die Staatsstraße I/57 zwischen Hradec nad Moravicí und Fulnek. Gegen Westen erstreckt sich der Naturpark Moravice.
Nachbarorte sind Lesní Albrechtice und Hrádečná im Norden, Bleška, Skřipov, Hrabství und Za Nivou im Nordosten, Leskovec und Požaha im Osten, Horní Nový Dvůr und Gručovice im Südosten, Vrchy und Jančí im Süden, Dršlovec, Nové Vrbno und Větřkovice im Südwesten, Prostřední Dvůr, Veselka und Nýtek im Westen sowie Radkov und Jelenice im Nordwesten.

## Geschichte
Die erste urkundliche Erwähnung des noch unbesiedelten Gebietes erfolgte im Herbst 1238, als der mährische Markgraf Přemysl den Landstrich seinem Bediensteten Semislav von Morkovice für treue Dienste überließ. Das Jahr 1238 wird als Gründungsjahr von Brzezow angesehen, die Gegend wurde fortan Semislavův újezd genannt. Später gingen die ausgedehnten Ländereien an die Kanonie in Doubravník und von dieser nach 1260 an das Benediktinerkloster Třebíč über. Zu Ende des 13. Jahrhunderts gründeten die Benediktiner die Probstei Brzezow mit einem Konvent und der Pfarrkirche des hl. Nikolaus. Im Konvent lebten ca. fünf Ordensbrüder aus Třebíč, von denen einer als Pfarrer fungierte. Die älteste Urkunde der Propstei stammt aus dem Jahre 1298 und betrifft die Gründung von Větřkovice durch den Propst Lupus und den Lokator Walter. Die Probstei verpfändete zwischen 1296 und 1360 Teile des Semislavův újezd an das Bistum Olmütz und das Olmützer Domkapitel. Mit Unterstützung des Bischofs Theoderich von Neuhaus begannen die Benediktiner eine rege Kolonisationstätigkeit. Zu den nach Leobschützer Recht erfolgten Ortsgründungen gehörten Dolejší Kunčice (1301), Vlkovice (1306),
Fojtovice, Jančí, Lesní Albrechtice, Valtéřovice und zuletzt Gručovice und Goldzeif. Im Jahre 1412 war Březová zu einem bedeutsamen Städtchen mit Pfarrei, Kirche und Jahrmärkten gewachsen.
Beim Einfall der Hussiten nach Nordmähren zu Beginn des Jahres 1427 wurden das Kloster und die Kirche zerstört; die Propstei erlosch. Ende Februar 1428 marschierten erneut starke hussitische Verbände in das Gebiet ein, zu dieser Zeit lag das ehemalige Kloster bereits im Trümmern. Die Güter der Probstei wurden zwischen den Herrschaften Grätz und Fulnek aufgeteilt. Jan (VI.) von Krawarn auf Titschein und Fulnek erwarb Gručovice, Dolejší Kunčice und das wüste Goldzejf; sein Schwiegervater, der Troppauer Herzog Přemysl I. erhielt das Städtchen Březová sowie die Dörfer Jančí, Fojtovice, Leskovec, Lesní Albrechtice und Větřkovice. Die Kirche wurde wahrscheinlich nach dem Ende der Hussitenkriege wiederaufgebaut.
1569 wurde Březová als Städtchen mit dem Recht auf einen Jahrmarkt und eigener Gerichtsbarkeit bezeichnet. Von der vollständigen Zerstörung durch schwedische Truppen während des Dreißigjährigen Krieges erholte sich Březová nicht mehr und blieb fortan ein Dorf. Noch 1672 stand die alte Holzkirche als Ruine da; der Bau einer neuen steinernen Kirche erfolgte 1692 auf Veranlassung von Georg Christoph von Proskau, der 1691 auch den abgebrannten Pfarrhof erneuern ließ. Karl Alois Fürst Lichnowsky ließ den Pfarrhof zu Beginn des 19. Jahrhunderts erneuern. Im Laufe der Zeit wurde der Ort als Briesau bzw. Briesym bezeichnet.
Im Jahre 1834 bestand das an der Fulnecker Straße gelegene Dorf Briesau bzw. Březowa aus 52 überwiegend hölzernen Häusern, in denen 354 Personen lebten. Haupterwerbsquellen bildeten der Ackerbau und die Viehzucht. Im Ort gab es eine Pfarrkirche, eine Erbrichterei und eine Schule. Der Pfarrer war zu dieser Zeit zugleich Dechant des Grätzer Dekanats und hatte einen Kooperator. Briesau war Pfarrort für Dittersdorf, Groitsch, Hirschdorf, Jantsch, Böhmisch-Markersdorf (Moravský Leskovec), Deutsch-Markersdorf (Německý Leskovec) und Wald Olbersdorf. Bis zur Mitte des 19. Jahrhunderts blieb Briesau der Minderherrschaft Grätz untertänig.
Nach der Aufhebung der Patrimonialherrschaften bildete Březová / Briesau ab 1849 eine Gemeinde im Gerichtsbezirk Wigstadtl. Zwischen 1862 und 1864 erfolgte die Vergrößerung der Kirche. 1864 brach in der Erbrichterei ein Feuer aus, das zwölf Häuser und die Schule zerstörte. Ab 1869 gehörte Briesau zum Bezirk Troppau. Zu dieser Zeit hatte das Dorf 356 Einwohner und bestand aus 53 Häusern. Die neue Schule wurde 1870 fertiggestellt. Im Jahre 1900 lebten in Briesau 376 Personen, 1910 waren es 381. Im Jahre 1930 bestand Briesau aus 71 Häusern und hatte 384 Einwohner; 1939 waren es 372. Nach dem Münchner Abkommen wurde die mehrheitlich lachischsprachige Gemeinde 1938 dem Deutschen Reich zugesprochen und gehörte bis 1945 zum Landkreis Troppau. Der Pfarrer Jan Valerián, der seit 1939 in Briesau tätig war, wurde im Januar 1945 auf Grund eines Berichts im ausländischen Rundfunk von der Gestapo verhaftet und ins Polizeigefängnis Theresienstadt verbracht, wo er am 30. März 1945 im Gefängniskrankenhaus an Diphtherie verstarb.
Seit der zweiten Januarhälfte 1945 zogen Flüchtlingstrecks sowie von der SS mit Hunden bewachte sowjetische Kriegsgefangene durch das Dorf; auf dem Friedhof wurden vier verstorbene Russen beigesetzt. Am 29. April 1945 errichteten deutsche Panzer in Briesau eine Kampfstellung, die von der Roten Armee aus Markersdorf beschossen wurde. Das Gefecht um Briesau dauerte noch den ganzen nächsten Tag an, in der Nacht zum 1. Mai nahm die Rote Armee das Dorf ein. Am 1. Mai 1945 lebten in Briesau 402 Personen. Das Dorf war ohne Strom und Telefonverbindung, die Kirche, die Schule und etliche Gehöfte waten teilweise zerschossen; die materiellen Schäden beliefen sich auf über 4 Mill. Kčs. Nach dem Ende des Zweiten Weltkrieges kam die Gemeinde zur Tschechoslowakei zurück, die deutschsprachige Minderheit wurde vertrieben. 1949 wurde Březová dem neu gebildeten Okres Vítkov zugeordnet, der bei der Gebietsreform von 1960 wieder aufgehoben wurde. Im Jahre 1950 hatte das Dorf 284 Einwohner. Am 1. Januar 1977 wurden Gručovice, Jančí, Leskovec und Lesní Albrechtice eingemeindet. Seit 1997 führt Březová ein Wappen und Banner. Beim Zensus von 2001 lebten in den 339 Häusern der Gemeinde 1294 Personen, davon 574 in Březová (110 Häuser), 99 in Gručovice (39 Häuser), 143 in Jančí (51 Häuser), 271 in Leskovec (77 Häuser) und 207 in Lesní Albrechtice (62 Häuser). Am 22. Oktober 2018 wurde Březová zum Městys erhoben.

## Gemeindegliederung
Die Gemeinde Březová besteht aus den Ortsteilen Březová (Briesau), Gručovice (Groitsch), Jančí (Jantsch), Leskovec (Markersdorf) und Lesní Albrechtice (Waldolbersdorf). Zu Březová gehören zudem die Einschichten Albrechtický Mlýn (Olbersdorfer Mühle), Bleška (Bleschka), Bukovina (Bukowina), Hrádečná (Hradeczna) und Mostky.
Das Gemeindegebiet gliedert sich in die Katastralbezirke Březová u Vítkova, Gručovice, Jančí, Leskovec u Vítkova und Lesní Albrechtice.

## Sehenswürdigkeiten
- Kirche des hl. Nikolaus, erbaut 1692. Ihre heutige Gestalt erhielt beim Umbau und Erweiterung in den Jahren 1862–1864.
- Linde neben der Kirche, gepflanzt 1698
- Statue des hl. Johannes von Nepomuk